# Contea di Bell (Texas)
La contea di Bell (in inglese Bell County) è una contea dello Stato del Texas, negli Stati Uniti. La popolazione al censimento del 2010 era di 310 235 abitanti Il capoluogo di contea è Belton. La contea è stata fondata nel 1850, e prende il nome da Peter Hansborough Bell, il terzo Governatore del Texas.
Fa parte della Killeen-Temple Fort Hood Metropolitan Statistical Area.

## Storia
La contea venne fondata nel 1850. La popolazione ai quei tempi era costituita da 600 bianchi e 60 schiavi neri. L'anno successivo Belton diventa il capoluogo della contea.
Nel 1859 ci fu l'ultima grave incursione indiana. Nel 1860 i suoi confini vengono modificati e diventano quelli attuali. L'anno successivo la contea vota per la successione dall'Unione.

## Geografia fisica
| Anno       | Popolazione | ±%     |
| ---------- | ----------- | ------ |
| 1860       | 4 799       | Note:  |
| 1870       | 9 771       | 103,6% |
| 1880       | 20 518      | 110,0% |
| 1890       | 33 377      | 62,7%  |
| 1900       | 45 535      | 36,4%  |
| 1910       | 49 186      | 8,0%   |
| 1920       | 46 412      | −5,6%  |
| 1930       | 50 030      | 7,8%   |
| 1940       | 44 863      | −10,3% |
| 1950       | 73 824      | 64,6%  |
| 1960       | 94 097      | 27,5%  |
| 1970       | 124 483     | 32,3%  |
| 1980       | 157 889     | 26,8%  |
| 1990       | 191 088     | 21,0%  |
| 2000       | 237 974     | 24,5%  |
| 2010       | 310 235     | 30,4%  |
| Stima 2015 | 334 941     | 8,0%   |

La contea di Bell è situata nella zona centro-orientale del Texas, lungo la Scarpata di Balcones, circa quarantacinque miglia a nord dal Campidoglio di Austin. 
Secondo l'Ufficio del censimento degli Stati Uniti d'America la contea ha un'area totale di 1 088 miglia quadrate (2820 km²), di cui 1 051 miglia quadrate (2720 km²) sono terra, mentre 37 miglia quadrate (96 km², corrispondenti al 3,4%) sono costituite da acqua. La parte orientale della contea è invece situata nell'ecoregione della Blackland Prairie. La contea è attraversata principalmente dal fiume Little e dei suoi affluenti, in particolare il Leon, il Lampasas, e il Salado. I terreni nella parte orientale del territorio sono per lo più argillosi, adatti per l'agricoltura. Il sottosuolo della parte occidentale è invece calcareo; il terreno sassoso ha incoraggiato l'allevamento e la produzione del pino. La vegetazione occidentale è caratterizzata da erbe alte, ginepri, pini, e Mesquite, mentre nella parte orientale della contea sono presenti molte foreste e alberi di legno duro. Le risorse minerarie includono il calcare, il petrolio, il gas, la sabbia, la ghiaia, e la dolomite.

### Contee confinanti
- Contea di McLennan (nord)
- Contea di Falls (nord-est)
- Contea di Milam (sud-est)
- Contea di Williamson (sud)
- Contea di Burnet (sud-ovest)
- Contea di Lampasas (ovest)
- Contea di Coryell (nord-ovest)

## Società

### Evoluzione demografica
Secondo il censimento del 2010, c'erano 310 235 persone, 114 035 nuclei familiari e 80 449 famiglie residenti nella città. La densità di popolazione era di 295,2 persone per miglio quadrato (87/km²). C'erano 125 470 unità abitative a una densità media di 88 per miglio quadrato (34/km²). La composizione etnica della città era formata dal 61,4% di bianchi, il 21,5% di afroamericani, lo 0,8% di nativi americani, il 2,8% di asiatici, il 5,0% di due o più etnie. Ispanici o latinos di qualunque razza erano il 21,6% della popolazione. Il 14,9% erano messicani, il 3,6% erano portoricani, lo 0,2% erano cubani, mentre lo 0,2% erano dominicani.
C'erano 85 507 nuclei familiari di cui il 40,10% aveva figli di età inferiore ai 18 anni, il 56,60% erano coppie sposate conviventi, il 12,30% aveva un capofamiglia femmina senza marito, e il 27,50% erano non-famiglie. Il 22,30% di tutti i nuclei familiari erano individuali e il 6,50% aveva componenti con un'età di 65 anni o più che vivevano da soli. Il numero di componenti medio di un nucleo familiare era di 2,68 e quello di una famiglia era di 3,14.
La popolazione era composta dal 28,90% di persone sotto i 18 anni, il 13,40% di persone dai 18 ai 24 anni, il 31,90% di persone dai 25 ai 44 anni, il 17,00% di persone dai 45 ai 64 anni, e l'8,80% di persone di 65 anni o più. L'età media era di 29 anni. Per ogni 100 femmine c'erano 10 080 maschi. Per ogni 100 femmine dai 18 anni in su, c'erano 99,30 maschi.
Il reddito medio di un nucleo familiare era di 36 872 dollari, e quello di una famiglia era di 41 455 dollari. I maschi avevano un reddito medio di 28 031 dollari contro i 22 364 dollari delle femmine. Il reddito pro capite era di 17 219 dollari. Circa il 9,70% delle famiglie e il 12,10% della popolazione erano sotto la soglia di povertà, incluso il 16,30% di persone sotto i 18 anni e il 9,80% di persone di 65 anni o più.

## Istruzione
Nella contea ci sono numerosissime scuole, le seguenti:
- Academy Independent School District
- Bartlett Independent School District (parzialmente)
- Belton Independent School District
- Bruceville-Eddy Independent School District (parzialmente)
- Copperas Cove Independent School District (parzialmente)
- Florence Independent School District (parzialmente)
- Gatesville Independent School District (parzialmente)
- Holland Independent School District (parzialmente)
- Killeen Independent School District (parzialmente)
- Lampasas Independent School District (parzialmente)
- Moody Independent School District (parzialmente)
- Rogers Independent School District (parzialmente)
- Rosebud-Lott Independent School District (parzialmente)
- Temple Independent School District
- Troy Independent School District
- Salado Independent School District

## Infrastrutture e trasporti

### Strade principali
- Interstate 14
- Interstate 35
- U.S. Highway 190
- State Highway 36
- State Highway 53
- State Highway 95
- State Highway 195

### Trasporto pubblico
Hill Country Transit District serve le città di Killeen, Harker Heights, e Temple. Sono presenti due aeroporti: il Killeen-Fort Hood Regional Airport (8101 S. Clear Creek Road, Killeen) e il Draughon-Miller Central Texas Regional Airport. La contea è inoltre servita dalla Burlington Northern Santa Fe Railroad e dalla Union Pacific Railroad.

## Media

### Radio
- Killeen - KIIZ 92.3 FM - HipHop/RnB
- Killeen - KLFX 107.3 FM - Rock
- Killeen - KNCT 91.3 FM - Beautiful Music
- Temple - KTEM 1400 AM - News Radio
- Temple - KUSJ 105.5 FM - New Country
- Temple - KSSM 103.1 FM - KISS
- Temple - KLTD 101.7 FM - Central Texas' Greatest Hits
- Temple - KOOC 106.3 FM - Real Hip Hop and R&B
- Waco - KBGO 95.7 FM - Oldies
- Waco - KBRQ 102.5 FM - Rock
- Waco - KWTX 97.5 FM - Top 40
- Waco - WACO 99.5 FM - Country[14]

### Televisione
- Killeen - KNCT (PBS)
- Temple - KCEN (NBC)
- Waco - KWTX (CBS)
- Waco - KXXV (ABC)
- Waco - KWKT (FOX 44)[15]

## Cultura
A 201 N. Main, Belton, è presente il Bell County Museum.

## Sanità
Sono presenti cinque ospedali nella contea:
- Carl R. Darnall Army Medical Center
- Metroplex Health Systems
- Seton Medical Center
- Baylor Scott & White Health
- Olin E. Teague Veterans' Medical Center